# Penny Lane
Penny Lane is een lied van The Beatles grotendeels geschreven door Paul McCartney, met kleine tekstuele bijdragen van John Lennon. Penny Lane verscheen, samen met Strawberry Fields Forever, in 1967 als een single met een dubbele A-kant. Penny Lane beschrijft de vriendelijke bewoners van een straat in Liverpool, waar The Beatles opgroeiden. Het lied bevat verwijzingen naar personen en plekken die echt bestaan (of bestaan hebben). De single met Penny Lane bereikte in diverse landen de nummer 1-positie in de hitlijsten, waaronder Nederland en de Verenigde Staten.

## Achtergrond

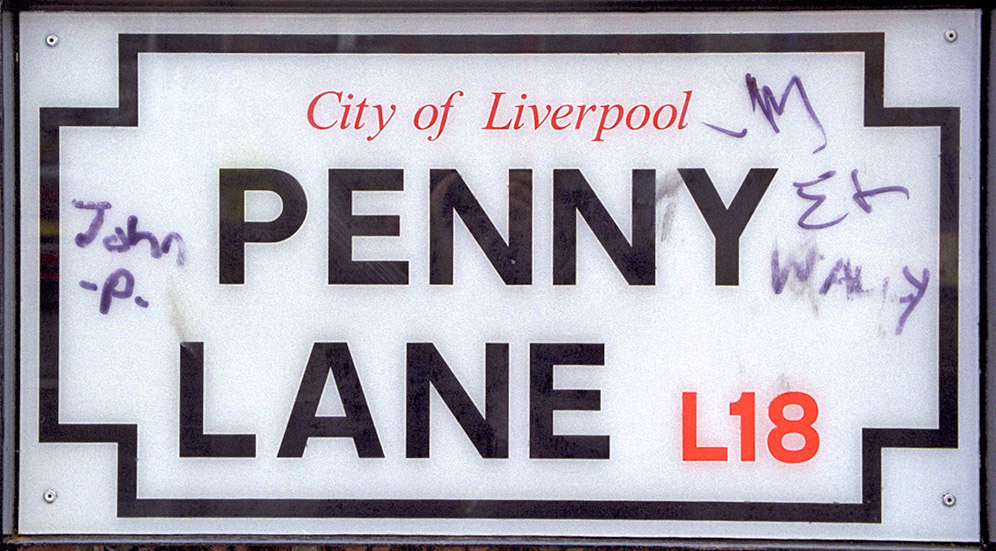
Straatnaambord van Penny Lane in Liverpool

Al in 1965 schijnt Paul McCartney het idee te hebben gehad om een nummer genaamd Penny Lane te schrijven. Het duurde echter nog een jaar voordat hij daadwerkelijk het nummer geschreven had. Net als Strawberry Fields Forever verwijst Penny Lane naar plaatsen uit de jeugd van The Beatles in Liverpool. Aan Penny Lane bevond zich de bushalte waar McCartney op een andere buslijn over moest stappen als hij van zijn eigen huis aan Forthlin Road naar het huis van John Lennon aan Menlove Avenue reisde.
De kapper waar in het lied naar verwezen wordt, Bioletti genaamd volgens McCartney, zorgde voor inspiratie voor het nummer. Deze kapper toonde foto's van verschillende kapsels in zijn etalage; McCartney verwerkte dit tot "In Penny Lane there is a barber showing photographs of every head he's had the pleasure to know".
De rotonde, waarnaar verwezen wordt, is aan het noordoostelijke uiteinde van Penny Lane.
In het lied wordt ook verwezen naar een bankier, omdat er aan Penny Lane ook een bank te vinden was. En hoewel de brandweerkazerne enkele kilometers verderop lag, verwerkte McCartney toch een brandweerman in de tekst.
Hoewel een groot deel van de tekst door McCartney werd geschreven, herinnert McCartney zich dat Lennon ook meehielp met het schrijven van het derde couplet.

## Opnamen
De opnamen van Penny Lane begonnen op 29 december 1966 in de Abbey Road Studios in Londen. Die avond nam Paul McCartney op een viersporenrecorder in zes takes de pianopartij van het nummer op. Aan de zesde take voegde McCartney op de andere sporen nog twee pianopartijen en tamboerijn toe. Vervolgens werden ook percussie- en bekkeneffecten toegevoegd. In de dagen die daarop volgden, werden verschillende instrumenten en zangpartijen aan het nummer toegevoegd.

## Uitgave op single
Op 17 februari 1967 werd Penny Lane/Strawberry Fields Forever als single uitgebracht in Groot-Brittannië. Terwijl de Beatles bezig waren aan de opnamen voor Sgt. Pepper's Lonely Hearts Club Band wilde manager Brian Epstein een nieuwe single uitbrengen om de populariteit van de Beatles te waarborgen. Producer George Martin liet hem weten dat de Beatles ondertussen drie nummers (Penny Lane, Strawberry Fields Forever en When I'm Sixty-Four) hadden opgenomen waarvan er twee goed genoeg waren om op single te verschijnen. Er werd besloten om zowel Penny Lane als Strawberry Fields Forever op dezelfde single uit te brengen om zo de fans waar voor hun geld te geven. Doordat deze nummers op single verschenen, betekende dit dat ze dus niet op het album Sgt. Pepper's Lonely Hearts Club Band zouden verschijnen. Achteraf was dit volgens George Martin "de grootste vergissing uit zijn leven". De single was, net als de voorgaande Beatles-singles, een hit, maar haalde voor het eerst sinds Love Me Do niet de nummer 1-positie in Engeland. Penny Lane/Strawberry Fields Forever slaagde er in Engeland niet in om Release Me van Engelbert Humperdinck van de eerste plaats te verdrijven.
Op Penny Lane zijn de volgende personen te horen:
- John Lennon: piano, slaggitaar, conga's en achtergrondzang
- Paul McCartney: piano, percussie, harmonium, basgitaar, hoofdzang, achtergrondzang
- George Harrison: leadgitaar, achtergrondzang
- Ringo Starr: drums
- Sir George Martin: piano, handgeklap
- Ray Swinfield, P. Goody, Manny Winters, Dennis Walton: fluit
- Leon Calvert, Freddy Clayton, Bert Courtley, Duncan Campbell: trompet
- Dick Morgan, Mike Winfield: hobo en althobo
- Frank Clarke: contrabas
- David Mason: piccolotrompet

De piccolotrompetsolo van David Mason werd als laatste opgenomen op 17 januari 1967, enkele dagen na de andere blaasinstrumenten. Dit kwam doordat McCartney hem in de tussentijd Bachs Brandenburgse Concert nr. 2 in F hoorde spelen op de BBC televisie. Eenmaal in de studio zong McCartney voor wat hij wilde horen op de opname, en Mason speelde dit na op piccolotrompet.

## Hitnotering

### Veronica Top 40
| "Penny Lane / Strawberry Fields Forever" in de Nederlandse Top 40 - binnen 25-02-1967 | "Penny Lane / Strawberry Fields Forever" in de Nederlandse Top 40 - binnen 25-02-1967 | "Penny Lane / Strawberry Fields Forever" in de Nederlandse Top 40 - binnen 25-02-1967 | "Penny Lane / Strawberry Fields Forever" in de Nederlandse Top 40 - binnen 25-02-1967 | "Penny Lane / Strawberry Fields Forever" in de Nederlandse Top 40 - binnen 25-02-1967 | "Penny Lane / Strawberry Fields Forever" in de Nederlandse Top 40 - binnen 25-02-1967 | "Penny Lane / Strawberry Fields Forever" in de Nederlandse Top 40 - binnen 25-02-1967 | "Penny Lane / Strawberry Fields Forever" in de Nederlandse Top 40 - binnen 25-02-1967 | "Penny Lane / Strawberry Fields Forever" in de Nederlandse Top 40 - binnen 25-02-1967 | "Penny Lane / Strawberry Fields Forever" in de Nederlandse Top 40 - binnen 25-02-1967 | "Penny Lane / Strawberry Fields Forever" in de Nederlandse Top 40 - binnen 25-02-1967 | "Penny Lane / Strawberry Fields Forever" in de Nederlandse Top 40 - binnen 25-02-1967 | "Penny Lane / Strawberry Fields Forever" in de Nederlandse Top 40 - binnen 25-02-1967 | "Penny Lane / Strawberry Fields Forever" in de Nederlandse Top 40 - binnen 25-02-1967 | "Penny Lane / Strawberry Fields Forever" in de Nederlandse Top 40 - binnen 25-02-1967 |
| Week                                                                                  | 1                                                                                     | 2                                                                                     | 3                                                                                     | 4                                                                                     | 5                                                                                     | 6                                                                                     | 7                                                                                     | 8                                                                                     | 9                                                                                     | 10                                                                                    | 11                                                                                    | 12                                                                                    | 13                                                                                    |                                                                                       |
| ------------------------------------------------------------------------------------- | ------------------------------------------------------------------------------------- | ------------------------------------------------------------------------------------- | ------------------------------------------------------------------------------------- | ------------------------------------------------------------------------------------- | ------------------------------------------------------------------------------------- | ------------------------------------------------------------------------------------- | ------------------------------------------------------------------------------------- | ------------------------------------------------------------------------------------- | ------------------------------------------------------------------------------------- | ------------------------------------------------------------------------------------- | ------------------------------------------------------------------------------------- | ------------------------------------------------------------------------------------- | ------------------------------------------------------------------------------------- | ------------------------------------------------------------------------------------- |
| Nummer                                                                                | 4                                                                                     | 1                                                                                     | 1                                                                                     | 1                                                                                     | 1                                                                                     | 2                                                                                     | 2                                                                                     | 5                                                                                     | 11                                                                                    | 14                                                                                    | 27                                                                                    | 34                                                                                    | 38                                                                                    | uit                                                                                   |

### Parool Top 20
| Penny Lane / Strawberry Fields Forever in de Parool Top 20 - binnen 25-02-1967 | Penny Lane / Strawberry Fields Forever in de Parool Top 20 - binnen 25-02-1967 | Penny Lane / Strawberry Fields Forever in de Parool Top 20 - binnen 25-02-1967 | Penny Lane / Strawberry Fields Forever in de Parool Top 20 - binnen 25-02-1967 | Penny Lane / Strawberry Fields Forever in de Parool Top 20 - binnen 25-02-1967 | Penny Lane / Strawberry Fields Forever in de Parool Top 20 - binnen 25-02-1967 | Penny Lane / Strawberry Fields Forever in de Parool Top 20 - binnen 25-02-1967 | Penny Lane / Strawberry Fields Forever in de Parool Top 20 - binnen 25-02-1967 | Penny Lane / Strawberry Fields Forever in de Parool Top 20 - binnen 25-02-1967 | Penny Lane / Strawberry Fields Forever in de Parool Top 20 - binnen 25-02-1967 | Penny Lane / Strawberry Fields Forever in de Parool Top 20 - binnen 25-02-1967 | Penny Lane / Strawberry Fields Forever in de Parool Top 20 - binnen 25-02-1967 | Penny Lane / Strawberry Fields Forever in de Parool Top 20 - binnen 25-02-1967 |
| Week                                                                           | 1                                                                              | 2                                                                              | 3                                                                              | 4                                                                              | 5                                                                              | 6                                                                              | 7                                                                              | 8                                                                              | 9                                                                              | 10                                                                             | 11                                                                             |                                                                                |
| ------------------------------------------------------------------------------ | ------------------------------------------------------------------------------ | ------------------------------------------------------------------------------ | ------------------------------------------------------------------------------ | ------------------------------------------------------------------------------ | ------------------------------------------------------------------------------ | ------------------------------------------------------------------------------ | ------------------------------------------------------------------------------ | ------------------------------------------------------------------------------ | ------------------------------------------------------------------------------ | ------------------------------------------------------------------------------ | ------------------------------------------------------------------------------ | ------------------------------------------------------------------------------ |
| Nummer                                                                         | 4                                                                              | 1                                                                              | 1                                                                              | 1                                                                              | 1                                                                              | 1                                                                              | 2                                                                              | 5                                                                              | 11                                                                             | 15                                                                             | 20                                                                             | uit                                                                            |

### Single Top 100
| Hitnotering: 20-11-2010 t/m | Hitnotering: 20-11-2010 t/m | Hitnotering: 20-11-2010 t/m | Hitnotering: 20-11-2010 t/m | Hitnotering: 20-11-2010 t/m | Hitnotering: 20-11-2010 t/m |
| Week                        | 1                           | 2                           | 3                           | 4                           | 5                           |
| --------------------------- | --------------------------- | --------------------------- | --------------------------- | --------------------------- | --------------------------- |
| Nummer                      | 99                          |                             |                             |                             |                             |

### NPO Radio 2 Top 2000
Vanaf 1999 staat Penny Lane genoteerd in de Radio 2 Top 2000. In dat jaar behaalde het nummer ook zijn hoogste positie tot nu toe, 266.

| Nummer met noteringen in de NPO Radio 2 Top 2000 | '99 | '00 | '01 | '02 | '03 | '04 | '05 | '06 | '07 | '08 | '09 | '10 | '11 | '12 | '13 | '14 | '15 | '16 | '17 | '18 | '19 | '20 | '21 | '22 | '23 | '24 |
| ------------------------------------------------ | --- | --- | --- | --- | --- | --- | --- | --- | --- | --- | --- | --- | --- | --- | --- | --- | --- | --- | --- | --- | --- | --- | --- | --- | --- | --- |
| Penny Lane                                       | 266 | 366 | 284 | 322 | 502 | 447 | 510 | 438 | 429 | 424 | 324 | 406 | 443 | 462 | 441 | 529 | 432 | 410 | 506 | 388 | 377 | 436 | 495 | 563 | 480 | 763 |

1. ↑  Een vetgedrukt getal geeft de hoogste notering aan.

### Evergreen Top 1000
| Evergreen Top 1000 "Penny Lane" | Evergreen Top 1000 "Penny Lane" | Evergreen Top 1000 "Penny Lane" | Evergreen Top 1000 "Penny Lane" | Evergreen Top 1000 "Penny Lane" | Evergreen Top 1000 "Penny Lane" | Evergreen Top 1000 "Penny Lane" | Evergreen Top 1000 "Penny Lane" | Evergreen Top 1000 "Penny Lane" | Evergreen Top 1000 "Penny Lane" | Evergreen Top 1000 "Penny Lane" | Evergreen Top 1000 "Penny Lane" | Evergreen Top 1000 "Penny Lane" | Evergreen Top 1000 "Penny Lane" | Evergreen Top 1000 "Penny Lane" | Evergreen Top 1000 "Penny Lane" | Evergreen Top 1000 "Penny Lane" |
| Jaar                            | 2008                            | 2009                            | 2010                            | 2011                            | 2012                            | 2013                            | 2014                            | 2015                            | 2016                            | 2017                            | 2018                            | 2019                            | 2020                            | 2021                            | 2022                            | 2023                            |
| ------------------------------- | ------------------------------- | ------------------------------- | ------------------------------- | ------------------------------- | ------------------------------- | ------------------------------- | ------------------------------- | ------------------------------- | ------------------------------- | ------------------------------- | ------------------------------- | ------------------------------- | ------------------------------- | ------------------------------- | ------------------------------- | ------------------------------- |
| Positie                         | 112                             | -                               | -                               | -                               | -                               | 218                             | 273                             | 429                             | 345                             | 357                             | 149                             | 192                             | 298                             | 306                             | 319                             | 295                             |

## Coverversies
- Een live-uitvoering staat op het album The National Welsh Coast Live Explosion Company van Amen Corner uit 1969.
- David Bowie zou het nummer hebben uitgevoerd en een opname staat op de bootleg Chameleon Chronicles Vol. 2. Zelf ontkende hij echter dat hij het gezongen heeft.[9]
- De Duitse muziekgroep Chantal nam het nummer samen met Tony Sheridan op voor het album Chantal meets Tony Sheridan – A Beatles Story uit 2004.
- Judy Collins zong het nummer op haar album Judy Collins Sings Lennon and McCartney uit 2007.
- Een instrumentale versie staat op The Beatles Song Book Vol. 4 van The Hollyridge Strings uit 1967. Deze versie is gebruikt als herkenningsmelodie voor het Nederlandse radioprogramma Tombola uit de jaren zeventig en tachtig van de 20e eeuw.
- Ook James Last nam met zijn orkest een instrumentale versie op voor het album James Last spielt die grössten Songs von The Beatles uit 1983.
- Een derde instrumentale versie staat op Blooming Hits van Paul Mauriat uit 2006.
- De gitarist Al Di Meola speelde een transcriptie voor gitaar op het album  All Your Life – A Tribute to The Beatles Recorded at Abbey Road Studios, London uit 2013.
- No Doubt speelde het nummer in 2010 live in het John F. Kennedy Center for the Performing Arts.
- Sting zong het nummer in 1993 live tijdens zijn optredens.